# 329 a.C.

## Eventos
- Lúcio Emílio Mamercino Privernato, pela segunda vez, e Caio Pláucio Deciano, cônsules romanos.